# Black Panther: Wakanda Forever
Black Panther: Wakanda Forever (Pantera Negra: Wakanda por siempre en Hispanoamérica) es una película de superhéroes basada en Marvel Comics, con el personaje Shuri / Pantera Negra. Producida por Marvel Studios y distribuida por Walt Disney Studios Motion Pictures, es la secuela de la película Black Panther (2018) y la película número 30 del Universo cinematográfico de Marvel (UCM). Dirigida por Ryan Coogler, quien coescribió el guion con Joe Robert Cole, y está protagonizada por Letitia Wright como Shuri / Black Panther, junto a Lupita Nyong'o, Danai Gurira, Winston Duke, Florence Kasumba, Dominique Thorne, Michaela Coel, Mabel Cadena, Tenoch Huerta Mejía, Martin Freeman, Julia Louis-Dreyfus, y Angela Bassett. En la película, los líderes de Wakanda luchan para proteger a su nación tras la muerte del rey T'Challa.
Las ideas para una secuela comenzaron después del estreno de Black Panther en febrero de 2018. Coogler negoció volver como director en los meses siguientes y Marvel Studios confirmó oficialmente el desarrollo de la secuela a mediados de 2019. Los planes para la película cambiaron en agosto de 2020 cuando el protagonista de Black Panther y actor de T'Challa, Chadwick Boseman, falleció de cáncer de colon, y Marvel decidió no reemplazarlo en su papel. El regreso de otros miembros principales del elenco de la primera película se confirmó en noviembre, y el título de la secuela se reveló como Black Panther: Wakanda Forever en mayo de 2021. El rodaje comenzó a fines de junio en Atlanta, y tuvo lugar tanto en Trilith Studios como en Tyler Perry Studios, antes de mudarse a Massachusetts en agosto, pero se detuvo en noviembre para permitir que Wright se recuperara de una lesión sufrida durante el rodaje. Se reanudó a mediados de enero de 2022 y terminó a fines de marzo en Puerto Rico.
Black Panther: Wakanda Forever se estrenó en El Capitan Theatre y Dolby Theatre en Hollywood, Los Ángeles, el 26 de octubre de 2022, y se estrenó en los Estados Unidos el 11 de noviembre de 2022, como la película final en la Fase Cuatro del MCU. La película recibió críticas generalmente positivas de los críticos y recaudó 859,2 millones de dólares en todo el mundo, convirtiéndose en la sexta película más taquillera de 2022. Wakanda Forever y la actuación de Bassett recibieron numerosos premios y nominaciones, incluidos cinco nominaciones de la Academia (ganando Diseño de vestuario), un Premio BAFTA, seis nominaciones a los Premios de la Crítica Cinematográfica (ganando dos), dos nominaciones a los premios Globo de Oro (ganando uno), y dos nominaciones a los Premios del Sindicato de Actores. Se está desarrollando una secuela.

## Argumento
T'Challa, rey de Wakanda, está sufriendo de una enfermedad terminal que su hermana, Shuri, cree que se puede curar con la "hierba en forma de corazón", donde también intenta recrear sintéticamente la hierba después de que las mismas fueran quemadas en su totalidad por Killmonger pero no logra hacerlo antes de que T'Challa muera.
Un año después, Wakanda está bajo la presión de otras naciones para compartir su Vibranium, y algunas partes intentan robarlo por la fuerza. La Reina Ramonda le implora a Shuri que continúe su investigación sobre la hierba, con la esperanza de crear una nueva Pantera Negra que defienda a Wakanda, pero ella se niega debido a su creencia de que la Pantera Negra es una figura del pasado. En el Océano Atlántico, la CIA y los SEAL usan un detector de vibranium para localizar un posible depósito de vibranium bajo el agua. La expedición es asesinada por un grupo de superhumanos de piel azul que respiran agua liderados por Namor, y la CIA cree que Wakanda es el responsable. Namor se enfrenta a Ramonda y Shuri, eludiendo fácilmente la seguridad avanzada de Wakanda. Al culpar a Wakanda por la contienda por el vibranium, les da un ultimátum: que le entreguen al científico responsable del detector de vibranium, o atacará a Wakanda.
Shuri y Okoye se enteran por el agente de la CIA, Everett K. Ross que el científico en cuestión es la estudiante del MIT, Riri Williams y llegan a la universidad para confrontarla. El grupo es perseguido por el FBI y luego por los guerreros de Namor, quienes derrotan a Okoye antes de llevarse a Shuri y Williams bajo el agua para encontrarse con Namor. Enojada por el fracaso de Okoye para proteger a Shuri, Ramonda la despoja de su título como general de las Dora Milaje y busca a Nakia, quien tiene estado viviendo en Haití desde el Blip. Namor le muestra a Shuri su reino submarino rico en Vibranium, Talokan, que ha protegido durante siglos del descubrimiento por parte del mundo. Amargado con el mundo de la superficie por esclavizar a los Maya, Namor propone una alianza con Wakanda contra el resto del mundo, pero amenaza con destruir Wakanda si se niegan. Nakia ayuda a Shuri y Williams a escapar, matando a una guardia Talokanil en el proceso, y Namor toma represalias con un ataque contra Wakanda, durante el cual Ramonda se ahoga mientras salva a Williams. Namor promete regresar con todo su ejército, y los ciudadanos de Wakanda se trasladan a las montañas de Jabari por su seguridad. Mientras tanto, Ross es arrestado por su exesposa, la directora de la CIA, Valentina Allegra de Fontaine, por intercambiar en secreto inteligencia clasificada con los habitantes de Wakanda.
Después del funeral de Ramonda, Shuri usa un remanente de la hierba que le dio a la gente de Namor sus habilidades sobrehumanas para reconstruir la hierba en forma de corazón. Ella lo ingiere, adquiere habilidades sobrehumanas y se encuentra con Killmonger en el Plano Ancestral, quien se pregunta si buscará venganza o será tan honorable como T'Challa. Shuri se pone un nuevo traje de Pantera Negra y es aceptada por las otras tribus de Wakanda como Pantera Negra. A pesar de los impulsos de paz de M'Baku, Shuri está decidida a vengarse de Namor por la muerte de Ramonda y ordena un contraataque inmediato a Talokan. Preparándose para la batalla, con Ayo asumiendo el cargo de general de las Dora Milaje, Shuri otorga la armadura Ángel de Medianoche a Okoye, quien a su vez recluta a la miembro de las Dora Milaje, Aneka para unirse a ella. Williams crea un exoesqueleto impulsado al estilo de Iron Man para ayudar a los habitantes de Wakanda.
Usando un barco de navegación, los Wakandianos atraen a Namor y sus guerreros a lo alto del barco con otro detector de vibranium. Se produce una batalla y los Talokaniles superan a los Wakandanos debido a su ventaja natural en el mar. Shuri atrapa a Namor en un avión de combate, lo seca con éxito y lo debilita. La siguiente fase de su batalla comienza cuando el par se estrella en una playa desierta y pelea. Shuri hiere uno de los pies de Namor, ganando ventaja, pero tiene una visión de Ramonda e implora a Namor que ceda, ofreciéndole una alianza pacífica. Namor acepta y ambas batallas terminan. La prima de Namor, Namora, está molesta por la rendición de Namor, pero él le asegura que la nueva alianza les permitirá Talokan hacerse más fuerte. Williams regresa al MIT, dejando atrás su traje, mientras que Okoye rescata a Ross del cautiverio. Shuri planta más hierbas en forma de corazón para asegurar el futuro del manto de Pantera Negra. En ausencia de Shuri, M'Baku da un paso al frente para disputar el trono. Shuri visita a Nakia en Haití, donde quema su túnica funeraria de acuerdo con los deseos de Ramonda, permitiéndose finalmente llorar por la pérdida de su hermano T'Challa y su madre.
En una escena a mitad de los créditos, Shuri se entera de que Nakia y T'Challa tuvieron un hijo llamado Toussaint, a quien Nakia ha estado criando en secreto. Nakia dice que Toussaint lleva el nombre de Toussaint Louverture, luego el pequeño Toussaint revela que su nombre Wakandiano es T'Challa.

## Reparto
- Letitia Wright como Shuri / Black Panther / Pantera Negra:
La princesa de Wakanda que diseña nueva tecnología para Wakanda.[6] A Wright se le dio un papel más importante en la película luego de la muerte de Chadwick Boseman, quien había protagonizado medios anteriores del MCU como el hermano mayor de Shuri, T'Challa / Black Panther.[7] Wright dijo que Shuri recurre a su tecnología como una forma de llorar a T'Challa.[8]
- Lupita Nyong'o como Nakia:
Una antigua miembro de los Perros de Guerra, una espía encubierta de Wakanda, de la Tribu del Río.[7] Nyong'o dijo que Nakia ha "madurado" después del Blip y la muerte de T'Challa, explicando que las "prioridades de su personaje han cambiado y se han agudizado" y agregó que Nakia sigue siendo "a quien quieres llamar cuando estás en problema".[9]
- Danai Gurira como Okoye:
La general de las Dora Milaje, las fuerzas especiales de Wakanda, compuesta solo por mujeres, y una ex Vengadora.[10] En la película, Okoye asume el manto de uno de las Ángeles de la Medianoche, junto con Aneka.[11] Gurira dijo que la película exploraría "muchas facetas" de la humanidad de Okoye.[12]
- Winston Duke como M'Baku:
Un poderoso guerrero y líder de la tribu de las montañas de Wakanda, los Jabari.[7] Duke indicó que luego de la participación de los Jabari en los eventos de Avengers: Infinity War (2018) y Avengers: Endgame (2019), la tribu ya no está aislada del resto de Wakanda. También sintió que M'Baku estaba tratando de "[descubrir] cómo avanzar" en este nuevo mundo para Wakanda, al igual que muchos en el mundo real estaban tratando de hacer con la pandemia de COVID-19.[13]
- Florence Kasumba como Ayo: Miembro y segundo al mando que luego se convierte en general de las Dora Milaje después de que Okoye es despojada de sus funciones.[14] Tiene una relación sentimental con Aneka.[15]
- Dominique Thorne como Riri Williams:
Un estudiante del MIT e inventora genio de Chicago que crea una armadura que rivaliza con la armadura de Iron Man construida por Tony Stark / Iron Man.[16][8] El director Ryan Coogler señaló que Williams es un contraste con Shuri, agregando que "hay un hilo de similitud" entre las dos, pero "también son muy, muy diferentes",[17] con la relación de Williams y Shuri representando una exploración similar de la "diversidad de la experiencia negra" como la relación de T'Challa y Killmonger en Black Panther (2018).[8]
- Michaela Coel como Aneka:
Una guerrera de Wakanda y miembro de las Dora Milaje quien está involucrado románticamente con Ayo.[8][15] En la película, Aneka toma el manto de una de las Ángeles de la Medianoche, junto con Okoye.[11] Aneka tiene una relación sentimental con Ayo.[8] Coel se sintió atraída por el personaje siendo queer como en los cómics, y Coogler describió a Aneka como "una especie de rebelde".[18]
- Mabel Cadena como Namora: La prima de Namor y su mano derecha, que lo admira como una figura paterna.[14][19]
- Ténoch Huerta como Namor:
El rey de Talokán, una antigua civilización de personas de piel azul que viven bajo el agua,[20][17] que se refieren a él como el dios serpiente emplumado, Kꞌukꞌulkan.[21] Huerta dijo que Namor decide involucrarse en el mundo de la superficie después de que T'Challa revela públicamente la verdad de Wakanda en el final de la primera película, lo que en consecuencia pone a Talokán en "peligro", y lleva a Namor y su gente a "tomar medidas para protegerse". Confirmó que el personaje es un mutante como en los cómics.[22] Coogler dijo que Namor "ha vivido mucho tiempo y no conoce a nadie que lo iguale en términos de sus capacidades",[19] afirmando que el personaje podría ser tan fuerte como ambos Thor y Hulk "si está cerca de la suficiente agua".[23] Huerta llamó a Namor un antihéroe,[24] explicando que era importante tanto para él como para Coogler humanizar al personaje al hacer que sus motivaciones fueran comprensibles a pesar de que tenía un papel antagónico en la película.[25] Coogler se entusiasmó al incluir las "características realmente únicas" del personaje de los cómics, incluidas las alas en los tobillos y las orejas puntiagudas.[17] También lo describió como "una especie de estúpido, un poco romántico e increíblemente poderoso".[8] La película cambia el significado del nombre de Namor de "Hijo vengador" en atlante, como en los cómics, a "niño sin amor", este último destinado a reflejar el odio de Namor hacia el mundo de la superficie.[26] Para prepararse para el papel, Huerta se sometió a una vigorosa rutina de ejercicios para ponerse en forma, ya que le preocupaba cómo se vería mientras usaba el atuendo de Namor, que en los cómics consiste exclusivamente en calzoncillos de baño verdes a los que Huerta se refería como los "pantalones cortos de la vergüenza".[27] También aprendió el idioma maya yucateco y a nadar.[28][29] El gesto de unir las muñecas y hacer un círculo con las manos acompañado con la frase Líik’ik Talokan utilizada en la película, y la cual significa literalmente El ascenso de Talokan fue sugerida por el propio Huerta junto con Mabel Cadena y Alex Livinalli, con el fin de crear un saludo propio para los habitantes de Talokan al igual que los wakandianos y su icónico Wakanda Forever con los brazos entrecruzados al pecho. Dicho saludo fue retomado de códices prehispánicos como el Códice Nuttall de la cultura mixteca.[30] Manuel Chávez interpreta a un joven Namor.[31]
- Martin Freeman como Everett K. Ross: Un agente de la Agencia Central de Inteligencia (CIA) que tiene vínculos previos con Wakanda.[32]
- Julia Louis-Dreyfus como Valentina Allegra de Fontaine: La subdirectora de la CIA y exesposa de Ross.[33]
- Angela Bassett como Ramonda:
La Soberana Reina reinante de Wakanda que está de duelo por la muerte de su hijo T'Challa.[7] Bassett explicó que Ramonda estaría tratando de equilibrar el liderazgo de su gente, ser una madre para Shuri y mantener "a raya" las amenazas a Wakanda, todo mientras lamenta la muerte de T'Challa, que es "mucho para ella".[8] Si bien Bassett inicialmente no estaba contenta con la muerte de Ramonda en la película, Coogler le aseguró que la muerte no es necesariamente permanente en el MCU, y sintió que su personaje podría regresar en el futuro, de manera similar a como las personas fueron devueltas a la vida después del Blip en Endgame.[34]

Además, Michael B. Jordan repite su papel del MCU como N'Jadaka / Erik "Killmonger" Stevens, primo de T'Challa y Shuri. Regresando de Black Panther están Isaach de Bankolé, Danny Sapani y Dorothy Steel (en su último papel póstumo) como los ancianos de la Tribu del Río Wakanda, la Tribu de la Frontera, y la Tribu Mercante, respectivamente; Connie Chiume repite su papel como Zawavari, anteriormente Anciana de la Tribu Minera, pero ahora Anciana Maestra de Ceremonias, asumiendo el papel que ocupaba Zuri en la primera película; y el comediante Trevor Noah también repite su papel de voz como el I.A. de Shuri, Griot. Álex Livinalli interpreta al guerrero Talokanil, Attuma, mientras que María Mercedes Coroy interpreta a la Princesa Fen, la madre de Namor. Lake Bell (quien previamente prestó su voz a variantes del universo alternativo de Natasha Romanoff / Black Widow en la serie animada de Disney+, What If...?(2021–2024)—y Robert John Burke aparecen como el Dr. Graham y Smitty, respectivamente, un par de oficiales de la CIA a cargo de la operación minera de vibranium. Richard Schiff aparece como Secretario de Estado de los Estados Unidos, mientras que Kamaru Usman aparece como un oficial naval. Imágenes de archivo anteriores de las películas del MCU de Boseman como T'Challa / Black Panther se usan en el final de la película, con Divine Love Konadu-Sun apareciendo como T'Challa II / Toussaint, el hijo de T'Challa y Nakia. El presentador de noticias de CNN, Anderson Cooper aparece como él mismo informando sobre las actividades de Wakanda. Finalmente María Telón interpreta a una anciana maya, y Manuel Chavez interpreta al joven Namor. Baaba Maal aparece interpretando una canción durante el funeral de T'Challa.

## Producción

### Desarrollo
Con el estreno de Black Panther en febrero de 2018, el productor Kevin Feige dijo que había "muchas, muchas historias" que contar sobre Pantera Negra, y quería que el director y coguionista Ryan Coogler regresara para cualquier posible secuela; Marvel Studios quería mantener al equipo creativo lo más intacto posible, mientras que el presidente de Walt Disney Studios, Alan F. Horn, a pesar de sentir que era demasiado pronto para discutir una secuela, también se mostró positivo sobre el deseo de que Coogler regresara como director. Coogler dijo que quería ver cómo T'Challa / Pantera Negra de Chadwick Boseman crecería como rey en futuras películas de Black Panther, ya que su reinado solo comenzó recientemente en el Universo cinematográfico de Marvel (UCM), en contraste con los cómics en los que había sido rey desde la infancia. En marzo de 2018, Feige dijo que no había nada específico que revelar sobre una secuela, pero Marvel tenía ideas y una "dirección bastante sólida" sobre dónde querían llevar una segunda película. Ese mes, el agente de Boseman, Michael Greene, estaba en negociaciones para que el actor regresara como T'Challa en dos secuelas planeadas de Black Panther por un pago reportado de $10 millones y $20 millones, respectivamente. En octubre, Coogler había cerrado un trato para escribir y dirigir una secuela de Black Panther. A pesar de que Marvel y Coogler siempre tuvieron la intención de volver a trabajar juntos después del exitoso estreno de la primera película, Coogler evitó apresurarse a cerrar un trato para una secuela. Las negociaciones con Coogler se completaron "bajo el radar" en los meses posteriores al estreno de la primera película. Se esperaba que comenzara a escribir la secuela en 2019, antes de un inicio de rodaje planificado para fines de 2019 o principios de 2020.
En noviembre de 2018, se confirmó que Letitia Wright volvería a interpretar su papel de la hermana de T'Challa, Shuri, para la secuela. Cuando se le preguntó a Angela Bassett, quien interpretó a Ramonda en Black Panther, si el elenco principal regresaría para la secuela, su esposo Courtney B. Vance dijo que sí. Dijo que esto incluía a Michael B. Jordan como N'Jadaka / Erik "Killmonger" Stevens, quien fue asesinado en la primera película, y Bassett estuvo de acuerdo. Feige desestimó la declaración de Vance en junio de 2019 como "puro rumor", diciendo que no había planes establecidos para la película, ya que Coogler acababa de comenzar a esbozarla y aún no había compartido sus planes con Feige o con el coproductor Nate Moore. Al mes siguiente, John Kani expresó interés en retomar su papel como el padre de T'Challa, T'Chaka, en la película, y Danai Gurira declaró que Coogler había confirmado que volvería a interpretar su papel de Okoye en la secuela. Feige confirmó el desarrollo de la secuela en la Comic-Con de San Diego de 2019, mientras que Martin Freeman confirmó en agosto que volvería a interpretar su papel de Everett K. Ross en la secuela. Se anunció una fecha de estreno del 6 de mayo de 2022 en D23 junto con el título de provisión, Black Panther II. Feige dijo que Coogler había completado un guion para la película que incluía un villano y un nuevo título. A fines de 2019, Ruth E. Carter confirmó que regresaría como la diseñadora de vestuario para la secuela, y dijo que estaba lista para comenzar a trabajar en la secuela. Feige, Boseman y Coogler discutieron la adaptación de elementos de la interpretación más "exaltada" como una variante del universo alternativo de T'Challa en el episodio «What If... T'Challa Became a Star-Lord?» de la primera temporada de la serie animada de Disney+, What If...? para la película.
El 28 de agosto de 2020, Boseman murió de cáncer de colon. Coogler declaró que no había tenido conocimiento de la enfermedad de Boseman y que había pasado el último año "preparándose, imaginando y escribiendo palabras para que él dijera [en la película] que no estábamos destinados a ver". Feige y otros ejecutivos de Marvel Studios tampoco estaban al tanto de la enfermedad de Boseman. Boseman, que había adelgazado por su enfermedad en las semanas previas a su muerte, estaba preparado para comenzar a ganar peso en septiembre de 2020 antes de filmar la secuela en marzo de 2021. Según The Hollywood Reporter, los observadores de la industria sintieron que Disney podría recastear el papel, pero eso podría generar un "protesta de los fanáticos" y generar comparaciones entre los actores. Otra sugerencia fue que Disney cambiara sus planes y que Shuri tomara el manto de la Pantera Negra, lo que ocurrió en los cómics. En el momento de la muerte de Boseman, Coogler estaba escribiendo el guion y ya había entregado un borrador. A mediados de noviembre, la productora ejecutiva Victoria Alonso dijo que no se crearía un doble digital de Boseman para la película, y agregó que Marvel se estaba tomando su tiempo para averiguar qué iban a hacer a continuación y cómo. Más adelante en el mes, se confirmó que Lupita Nyong'o, Winston Duke y Bassett volverían a interpretar sus papeles para la secuela como Nakia, M'Baku y Ramonda, respectivamente, mientras que Tenoch Huerta estaba en conversaciones para un papel de antagonista. En ese momento, se esperaba que el rodaje comenzara en junio o julio de 2021 en Atlanta, Georgia.
En diciembre de 2020, la fecha de estreno de la película se retrasó al 8 de julio de 2022. Feige también confirmó que el papel de T'Challa no se sería interpretado por otro actor y dijo que la secuela exploraría el mundo y los personajes de la primera película como una forma de honrar el legado que Boseman ayudó a construir. Más tarde reafirmaría que no se usarían efectos visuales para incluir a Boseman en la película, y también dijo que "se sentía como si fuera demasiado pronto para volver a elegir a alguien más para el papel", señalando cómo el mundo exterior y dentro del MCU todavía estaba procesando la pérdida de Boseman. A finales de mes, el diseñador de maquillaje de Boseman, Siân Richards, tenía previsto regresar para la secuela, mientras que su vestuarista personal, Craig Anthony dijo que no se comprometería con la película debido a la muerte de Boseman. La diseñadora de cabello Deidra Dixon no estaba segura de si regresaría después de la muerte de Boseman y la de su hermana. Feige reafirmó en enero de 2021 que los efectos visuales no se utilizarían para incluir a Boseman en la película, y dijo que el enfoque principal de la secuela siempre fue explorar más a fondo los personajes y las "diferentes subculturas" de Wakanda. Ese mismo mes, Jordan dijo que estaba dispuesto a repetir su papel de Killmonger ya que sentía que regresar al UCM "siempre estaría sobre la mesa de alguna manera" debido a su amor por el personaje y por trabajar con Coogler. En febrero, Daniel Kaluuya dijo que no estaba seguro de si volvería a interpretar su papel de W'Kabi; finalmente no lo hizo debido a conflictos de agenda con la película Nope (2022). La secuela, sin embargo, establece que W'Kabi fue desterrado de Wakanda después de los eventos de Black Panther.

### Preproducción
En marzo de 2021, Coogler dijo que todavía estaba escribiendo el guion y describió trabajar en la película sin Boseman como lo más difícil que había hecho en su carrera. Agregó que Boseman había mantenido unida la primera película y que ahora, como director, era él quien intentaba mantenerla en marcha. Pudo reutilizar muchos elementos de su película planeada antes de la muerte de Boseman mientras incorporaba y aplicaba "los temas que las personas que sufrían tanto como yo podían interpretar y ejecutar y salir del otro lado completos". Según Coogler, la versión original del guion habría explorado a T'Challa lidiando con la reanudación de la vida después de Blip, "duelo por la pérdida de tiempo... después de no haber estado durante cinco años", e involucró la relación de T'Challa con su hijo el Nakia, Toussaint, a quien nunca conoció debido al Blip. Coogler también dijo que Namor y Valentina Allegra de Fontaine estaban en el guion original, con de Fontaine teniendo un papel más importante en comparación con la película final. Wright agregó que Shuri se habría convertido en Black Panther junto con T'Challa. Freeman dijo que pronto se reuniría con Coogler para discutir el proyecto. En abril, Coogler escribió un «op-ed» en el que decía que la película aún se filmaría en Georgia a pesar de que el estado aprobó su controvertida Ley de Integridad Electoral de 2021. Aunque Coogler no apoyó el proyecto de ley, sintió que boicotear la producción de películas en el estado tendría un efecto negativo en las personas que de otro modo habrían sido empleadas por la película. En cambio, planeó crear conciencia sobre cómo anular el proyecto de ley. Nyong'o expresó su entusiasmo por los planes de Coogler y cómo todos los involucrados se dedicaron a continuar con el legado de Boseman, más tarde dijo que Coogler había remodelado sus ideas para la película para respetar a Boseman, lo que ella sintió que era "espiritual y emocionalmente correcto". Moore describió la película como "en cómo avanzas una pérdida trágica. Todos los personajes, tanto los antiguos como los nuevos, se enfrentan a cómo la pérdida puede afectar sus acciones de manera emotiva y sorprendente".
La película continúa explorando temas feminista de la primera película, y Nyong'o dice que la película abordaría las "creencias, pasiones, amores y argumentos" de los personajes femeninos, creando "un drama sólido". Ella también sintió que Wakanda era un "mundo al que nos esforzamos por llegar". La película presenta Namor al MCU, mientras cambia su mundo natal de los cómics, Atlantis, a Talokan, una decisión tomada por Coogler para evitar comparaciones con adaptaciones anteriores de la legendaria Atlántida vistas en obras como Atlantis: El Imperio Perdido (2001) y Aquaman (2018). Talokan—nombrado así por Tlālōcān, un reino descrito en varios códices aztecas como un paraíso gobernado por la deidad Tlāloc y su consorte Chalchiuhtlicue—es una civilización mesoamericana "lujosa", escondida, submarina que se inspiró en la antigua cultura maya, con la asociación entre Atlántida y Mesoamérica proveniente del libro Atlantis: The Antediluvian World (1882) de Ignatius L. Donnelly. Los creativos trabajaron en estrecha colaboración con historiadores y expertos mayas para retratar a Talokan en la película. Coogler señaló que Talokan era similar a Wakanda en el sentido de que también era una civilización avanzada "oculta a simple vista". con Moore afirmando que los dos "a menudo se encuentran en conflicto porque no son diferentes. Son estas naciones que preferirían estar ocultas y aisladas, con monarcas que son increíblemente poderosos y tienen puntos de vista sólidos sobre cómo debería ser el mundo". Hannah Beachler regresa de la primera película como diseñadora de producción, señalando que hizo una "inmersión profunda" para retratar esta versión de Atlantis en la película; se inspiró visualmente en las películas Tiburón (1975) y Close Encounters of the Third Kind (1977), y las imágenes cómicas de Jack Kirby. Varios miembros del elenco, así como Coogler, aprendieron a nadar para la película. El gesto con la mano que el pueblo Talokan (Talokanil) usa para saludarse a lo largo de la película, en el que sus manos se abren y se pliegan de una manera que se asemeja a las mandíbulas de una criatura marina, fue sugerido por Huerta junto con Mabel Cadena y Alex Livinalli, ya que no era parte del guion, y se inspiró en gestos similares representados en el documento, «Codex Zouche-Nuttall». Coogler había imaginado a Namor como un antagonista potencial para una futura película de Black Panther mientras trabajaba en la primera película, y solicitó a Marvel Studios que no permitiera que el personaje se usara en ningún proyecto del MCU antes de la segunda película.
Se diseñaron más de 2000 atuendos diseñado por Carter para la película. El proceso de creación del traje de Namor comenzó aproximadamente un año antes de que comenzara la producción de la película, y Coogler pidió a varios artistas que ayudaran a diseñar el atuendo del personaje; La mayoría de ellos presentaron inicialmente dibujos que recordaban al traje del artista de cómics, John Romita Sr. que debutó en Sub-Mariner #67 (noviembre de 1973), pero sus ideas fueron rechazadas a favor de un diseño del entonces artista de desarrollo visual de Marvel Studios, Anthony Francisco, quien se inspiró en el aspecto original del personaje vestido con bragas de baño verdes. Carter trabajó en estrecha colaboración con el equipo de desarrollo visual y el departamento de arte de Marvel para diseñar el traje de Pantera Negra de Shuri, esbozando ideas basadas en las apariciones del personaje en los cómics. Carter adornó el traje de Shuri con una combinación de elementos dorados y plateados que sintió que resaltarían la feminidad del personaje, queriendo que el diseño del traje se mantuviera cercano a la "forma" de Shuri, la silueta de una mujer, con busto, caderas y hombros" mientras también intentaba "realzar delicadamente la figura dinámica del traje de Pantera". La compañía de vestuario, Film Illusions desarrolló el material que Carter usó para crear los trajes de las Ángeles de la Medianoche. Carter dijo que el atuendo de Ramonda tiene una "fuerte presencia de metal", con un cuello que fue impreso en 3D y pintado para que pareciera metal. Para los trajes de Talokanil, Carter buscó el asesoramiento de historiadores y expertos mesoamericanos, así como de oceanógrafos y biólogos marinos. Incorporó jade y elementos acuáticos, e hizo referencia a criaturas marinas en sus tocados, como Namora, que se asemeja a las aletas de un pez león, y Attuma, que se asemeja al cráneo de un tiburón martillo. Muchos de los trajes tuvieron que probarse en el agua debido a la cantidad de filmaciones submarinas que se llevaron a cabo, Carter afirmó: "La ropa no está destinada a usarse bajo el agua durante ocho horas y volver a usarse al día siguiente. Tuvimos que repensar todo sobre qué fibras podrían ir en el agua y seguir luciendo orgánicas. Nos gustaría pensar que la ropa se ve como un ballet todo el tiempo en el agua, pero simplemente se eleva".
En mayo de 2021, Marvel Studios reveló el título de la película como Black Panther: Wakanda Forever, el cual Ethan Anderton de /Film creía que era un tributo apropiado a Boseman ya que Wakanda Forever es el grito de batalla de los wakandianos. Según Moore, se consideraron cientos de subtítulos diferentes para la segunda película de Black Panther, como «Kingdom of the Deep» en referencia a Talokan, con Wakanda Forever originalmente estaba destinado a usarse como el subtítulo de una posible tercera película de Black Panther antes de que el equipo creativo decidiera usarla para la segunda película, lo que Moore sintió que era la decisión "correcta", describiendo el proyecto como una "historia sobre el legado, es una historia sobre la persistencia, y Wakanda Forever dice todas esas cosas". A fines de ese mes, Freeman dijo que había leído el guion y expresó su entusiasmo por el. A fines de junio, Edgar Luna, gerente de desarrollo comercial de Worcester, la Oficina de Desarrollo Económico de Massachusetts, dijo que el departamento técnico de una importante producción de Disney, que se confirmó ser Wakanda Forever, estaba en la ciudad la semana del 25 de junio a explorar e inspeccionar lugares de filmación, incluso en la sede del Departamento de Policía de Worcester.

### Rodaje

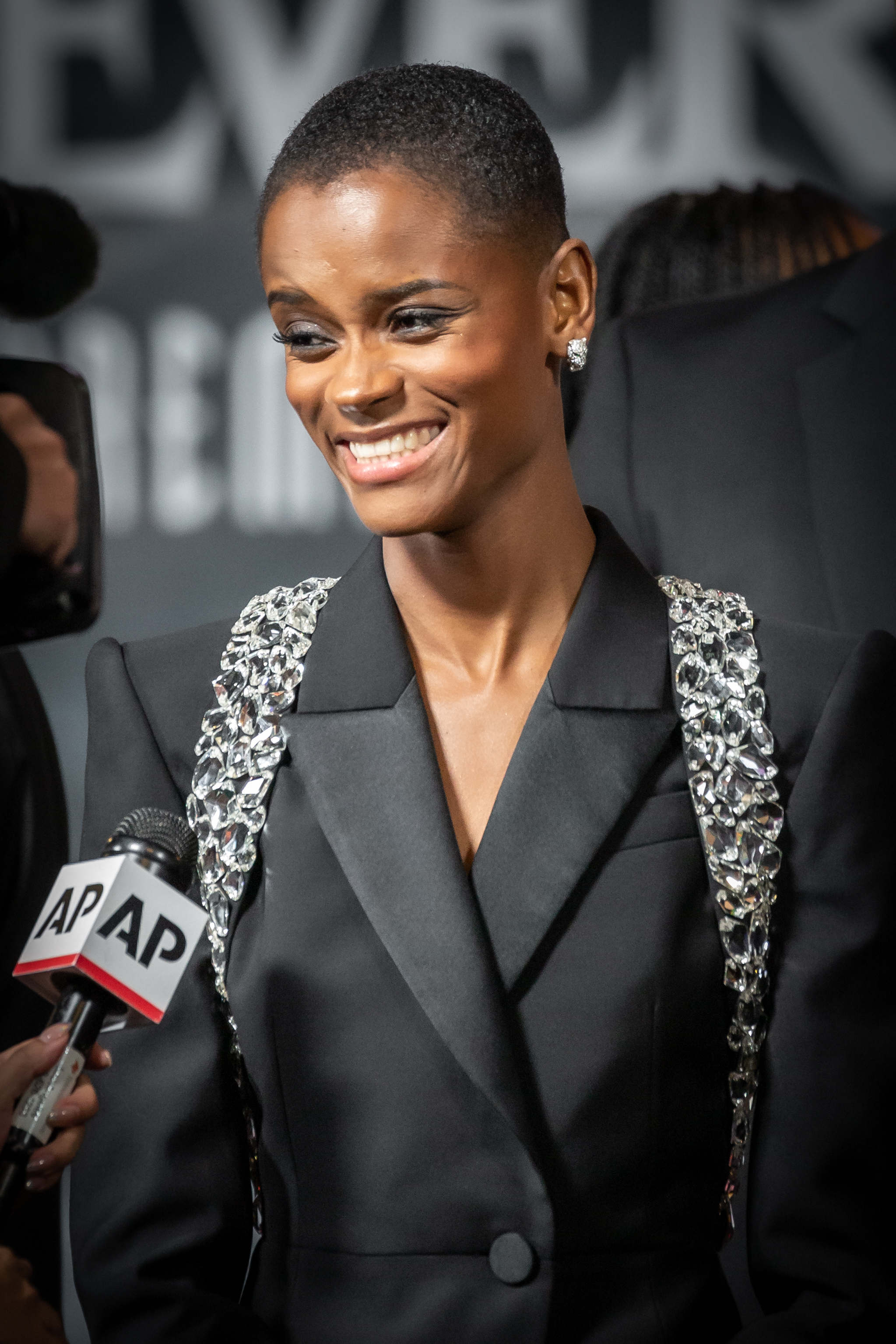
La estrella Letitia Wright fue confirmada como la nueva protagonista de la película después de sufrir una lesión en el set durante el rodaje.

La producción comenzó en Trilith Studios en Atlanta, Georgia, el 29 de junio de 2021, bajo el título de trabajo Summer Break. Antes de la muerte de Boseman, el rodaje estaba programado para comenzar en marzo de 2021. Con el inicio de la filmación, Feige anunció que se esperaba que regresaran "todos" de la primera película. Autumn Durald se desempeña como directora de fotografía, después de desempeñarse como tal también en la serie Loki (2021–2023) de Disney+, reemplazando a la directora de fotografía de la primera película, Rachel Morrison. Morrison, colaboradora de Coogler desde hace mucho tiempo, planeaba regresar para Wakanda Forever pero no pudo debido a un conflicto de agenda con su película Flint Strong (2024) causado por la pandemia de COVID-19. Hablando sobre el uso de lentes anamórficos en lugar de lentes esféricos, Coogler explicó que los lentes anamórficos "deforman un poco la imagen", lo que encaja con la película que tiene "la niebla de la pérdida sobre ella"; una "pérdida profunda... puede distorsionar la forma en que miras el mundo". Arkapaw usó lentes anamórficos Panavision de la serie T que Panavision modificó específicamente. Wright, Gurira, Nyong'o y Florence Kasumba se unieron en el set mientras lidiaban con su dolor por la muerte de Boseman, y Wright y Gurira se conectaron particularmente a través de caminatas juntas. Gurira describió sentirse emocionada al entrar al set del trono, ya que recordaba haber filmado escenas con Boseman durante la primera película, y dijo que Coogler la ayudó a procesar su dolor.
En julio, Bassett dijo que, debido a la muerte de Boseman, el guion todavía estaba experimentando cambios y había pasado por al menos cinco encarnaciones. También indicó que el coguionista de la primera película, Joe Robert Cole, estaba contribuyendo a la secuela, que Feige pronto confirmó. Michaela Coel se unió al elenco en un papel no revelado. En agosto, Isaach de Bankolé retomaría su papel del anciano de la tribu del río de Wakanda, y Dominique Thorne comenzó a filmar escenas para Wakanda Forever como Riri Williams / Ironheart antes de interpretar al personaje en la miniserie de Disney+, Ironheart (2025). Thorne audicionó previamente para el papel de Shuri en Black Panther. Se esperaba que el rodaje en agosto tuviera lugar en Worcester y en el Instituto de Tecnología de Massachusetts (MIT), con la producción preparándose para filmar una persecución de coches en Worcester el 18 de agosto. El 23 y 24 de agosto, se filmó una escena de persecución en el túnel Ernest A. Johnson. El 25 de agosto, Wright fue hospitalizada temporalmente con heridas leves sufridas en un accidente mientras filmaba una escena de riesgo en Boston. Wright fue a su hogar en Londres para recuperarse en septiembre, mientras el rodaje continuaba alrededor de su personaje. Dorothy Steel, quien interpretó al anciano de la Tribu Mercante de Wakanda en la primera película, murió el 15 de octubre; estaba en medio de retomar su papel para la secuela cuando murió.
A finales de octubre de 2021, el estreno de la película se retrasó hasta el 11 de noviembre de 2022. La producción se trasladó al Mary Ross Waterfront Park en Brunswick, Georgia, el 22 de octubre, donde se produjo el rodaje del 28 de octubre al 2 de noviembre. Michael Torras, el gerente de Brunswick Landing Marina, dijo que un crucero de 300 pies se uniría a la producción en los días siguientes, y que la mayor parte del rodaje ocurrió en el agua, mientras que Matthew Hill, director de la autoridad de desarrollo del centro de Brunswick, dijo que la mayoría de las escenas se rodaron de noche. Para el 5 de noviembre, se completó la filmación de las escenas que no requirieron de Wright, antes de que la producción hiciera una pausa el 19 de noviembre. Esto para acomodar la fractura del hombro de Wright y una conmoción cerebral, que fueron más graves de lo que se determinó inicialmente. No se esperaba que esto afectara la fecha de estreno. Desde el regreso de Wright a Londres, los Centros para el Control y la Prevención de Enfermedades (CDC) de los Estados Unidos implementaron nuevas reglas el 8 de noviembre que requieren que los inmigrantes o ciudadanos no estadounidenses estén completamente vacunados contra COVID-19 y presenten prueba de vacunación antes de viajar en avión. The Hollywood Reporter señaló que Wright, que no es ciudadano de los Estados Unidos, y según los informes, no está vacunada, podría presentar un problema al regresar a Atlanta para trabajar en la película. Para entonces, Wright iba a ser la protagonista de la película, A mediados de diciembre, The Hollywood Reporter confirmó que el rodaje se reanudaría a fines de enero de 2022 en Atlanta con Wright involucrada; Feige, Moore y el productor ejecutivo, Louis D'Esposito confirmaron al comienzo de la pausa que Wright era la protagonista de la película.
El rodaje se reanudó a mediados de enero de 2022, con el regreso de Wright recuperada, y se esperaba que continuara durante cuatro semanas. El rodaje originalmente estaba programado para reanudarse el 10 de enero, pero se retrasó una semana después de que los miembros del elenco y el equipo, incluido Nyong'o, dieron positivo por COVID-19. En ese momento, The Hollywood Reporter informó que Duke había negociado un aumento de sueldo por su regreso debido al papel ampliado de su personaje en la secuela. Al mes siguiente, Nyong'o reveló que Danny Sapani volvería a interpretar su papel de anciano de la tribu fronteriza de Wakanda en la película. Thorne terminó de filmar sus escenas el 13 de marzo. La fotografía adicional comenzó el 18 de marzo, en Puerto Rico, donde el rodaje concluyó oficialmente el 24 de marzo.

### Posproducción
En junio, Huerta confirmó que aparecería en la película, y se anunció oficialmente que interpretaría a Namor en la Convención Internacional de Cómics de San Diego de 2022 el siguiente mes, cuando también se reveló que Coel, Cadena y Livinalli interpretarían respectivamente a Aneka, Namora, y Attuma, y Kasumba retomaría su papel como Ayo. Damian Priest dijo que le habían ofrecido un papel en la película, que según se informó sería el de Attuma, además de Namor. Se produjeron nuevas grabaciones con el elenco luego de su aparición en Comic-Con. Huerta dijo que las nuevas filmaciones tenían como objetivo agregar "pequeñas piezas faltantes" a la película. A fines de julio, se reveló que Kamaru Usman había sido elegido para la película para un papel que posteriormente se confirmó que sería un cameo como oficial naval, mientras que se reveló que Richard Schiff fue elegido en septiembre, interpretando al Secretario de Estado de los EE. UU. en la película. Lake Bell, quien anteriormente prestó su voz a variantes de universos alternativos de Natasha Romanoff / Black Widow en What If...?, se reveló que aparecería en la película a fines de octubre. A principios de noviembre, María Mercedes Coroy confirmó que había sido elegida como la madre de Namor, Fen en la película. A mediados de mes, se reveló que Jordan y Julia Louis-Dreyfus repetirían sus papeles del MCU como Killmonger y Valentina Allegra de Fontaine en la película. Además, se reveló que Robert John Burke había sido elegido para la película; se confirmó que tanto él como Bell interpretarían a un par de funcionarios de la Agencia Central de Inteligencia (CIA) llamados Smitty y Graham, respectivamente.
Imágenes de archivo de Boseman como T'Challa / Pantera Negra de películas anteriores del películas del MCU se utilizan al final de Wakanda Forever. A diferencia de la mayoría de las películas del MCU que incluyen escenas a mitad de créditos y escenas poscréditos, Wakanda Forever presenta solo una escena: muestra a Shuri siendo presentada a su sobrino T'Challa II / Toussaint, quien fue interpretado por Divine Love Konadu-Sun. Moore dijo que el equipo creativo no consideró incluir una escena adicional después de los créditos en la película en ningún momento durante su producción, ya que "sintieron que el final era tan poético" que pensaron que sería "un poco falso en cuanto al tono" hacerlo, y Moore calificó la película como "una experiencia emocional" que, similar a Avengers: Endgame (2019)—"no necesitaba un «aguijón» al final". Wright dijo que sólo otros dos niños audicionaron para el papel de T'Challa II además de Konadu-Sun. Se consideraron varios personajes para asumir el manto de Pantera Negra en la película, incluidos Nakia y M'Baku, antes de que se eligiera a Shuri. Aaron Toney, quien se desempeñó como coordinador de lucha en Wakanda Forever, confirmó que las alas del tobillo de Namor son capaces de volver a crecer después de que una escena en la película mostrara que Shuri cortaba una de ellas. Se había discutido sobre la inclusión de un romance entre Shuri y Namor en la película, pero la idea fue descartada.
Michael P. Shawver regresó como editor de la primera película, mientras que Geoffrey Baumann se desempeña como supervisor de efectos visuales. Los efectos visuales de Wakanda Forever fueron proporcionados por Digital Domain, Industrial Light & Magic, Wētā FX, Cinesite, Rise FX, SSVFX y Storm Studios. 2,233 de las 2548 tomas de la película involucraron el uso de efectos visuales, que fueron creados por más de una docena de proveedores de efectos visuales. Perception diseñó la secuencia del título principal, que muestra la ropa del funeral de Shuri quemada para revelar un traje de Pantera Negra debajo. La secuencia se filmó prácticamente usando una cámara Panavision ignífuga especializada, con Perception encendiendo llamas controladas sobre una tela similar a la que usa Shuri en la película. Los editores de sonido, Steve Boeddeker y Benny Burtt, quienes trabajaron en la película, usaron el sonido de las serpientes de cascabel para las alas de los tobillos de Namor, una idea que Coogler sugirió unas dos semanas antes de que se completara la edición de sonido. A fines de noviembre de 2022, el supervisor de efectos especiales de Wētā, Chris White, reveló que Marvel Studios creó una biblia Talokan de 200 páginas para la película que contiene detalles sobre el reino, como su historia, estrategias de batalla, herramientas construidas, arquitectura, influencia y otros elementos. Al mes siguiente, Shawver reveló que la película originalmente tenía un corte de cuatro horas y media que incluía escenas adicionales con Talokan y la relación en desarrollo entre Shuri y Williams, así como una subtrama que involucraba a los dos haciendo equipo con Namor para llevar a cabo una tarea no especificada. Shawver atribuyó la reducción del corte de la película a cambios en su "ritmo", y agregó que la eliminación de ese material provocó que se rehiciera la narrativa de la película, lo que se hizo durante las nuevas grabaciones.

### Doblaje
| Personaje                     | Intérpretes         | Doblaje hispanoamericano | Doblaje español         |
| ----------------------------- | ------------------- | ------------------------ | ----------------------- |
| Shuri / Black Panther         | Letitia Wright      | Leyla Rangel             | Vera Bosch              |
| Nakia                         | Lupita Nyong'o      | Vero López Treviño       | Silvia Sarmentera       |
| Okoye                         | Danai Gurira        | Simone Brook             | Yolanda Pérez Segoviano |
| Riri Williams / Ironheart     | Dominique Thorne    | Marysol Lobo             | Ana de Castro           |
| M'Baku                        | Winston Duke        | Mauricio Pérez Castillo  | Óscar Castellanos       |
| Namor                         | Ténoch Huerta       | Ténoch Huerta            | Jos Gómez Adán          |
| Ayo                           | Florence Kasumba    | Claudia Garzón           | Ana Jiménez             |
| Aneka                         | Michaela Coel       | Valca Ponzanelli         | Laura García Martínez   |
| Ramonda                       | Angela Bassett      | Rebeca Manríquez         | Isabel Donate           |
| Everett K. Ross               | Martin Freeman      | Juan Antonio Edwards     | Jesús Maniega           |
| Valentina Allegra de Fontaine | Julia Louis-Dreyfus | Dulce Guerrero           | Margarita Ponce         |

## Música
En septiembre de 2021, se reveló que Ludwig Göransson regresaría como compositor de Wakanda Forever de la primera película. Su partitura fue publicada por Hollywood Records, el 11 de noviembre de 2022.
Black Panther: Wakanda Forever Prologue, una banda sonora «extended play», fue lanzada por Hollywood Records y Marvel Music el 25 de julio de 2022 e incluye la versión de Tems de «No Woman No Cry» de Bob Marley, que se usó en el avance de la película, «A Body, A Coffin» de Amaarae y «Soy» de Santa Fe Klan. Göransson produjo las tres canciones y coescribió «A Body, A Coffin» con Amaarae, Kyu Steed, KZ, Cracker Mallo y Maesu. A fines de octubre de 2022, se anunció que el sencillo principal de la película sería «Lift Me Up» de Rihanna, escrita por Tems, Göransson, Rihanna y Coogler, como homenaje a Boseman. El sencillo marca su primera producción musical en solitario de Rihanna desde 2016 y se lanzó el 28 de octubre a través de Westbury Road, Roc Nation, Def Jam Recordings y Hollywood Records. Tems dijo que quería escribir una canción que "tratara un cálido abrazo de todas las personas que he perdido en mi vida". «Lift Me Up» apareció en la banda sonora de la película, Black Panther: Wakanda Forever – Music from and Inspired By, que fue lanzado el 4 de noviembre de 2022 por Roc Nation, Def Jam Recordings y Hollywood Records.
Voices Rising: The Music of Wakanda Forever, una serie documental de tres partes que detalla el proceso de creación de la banda sonora de Wakanda Forever, su primer episodio fue lanzado en Disney+, el 28 de febrero de 2023. En el primer episodio, «Nigeria: Past Is Present», Coogler y Göransson trabajan en Lagos, Nigeria para incorporar los sonidos de la música tradicional junto con artistas modernos como Fireboy DML, Bloody Civilian y Busiswa en la partitura. El segundo episodio, "México: Con La Brisa", ve a Göransson trabajando en México para mezclar una vez más música e instrumentos tradicionales junto con artistas modernos como Foudeqush, Vivir Quintana y Mare Advertencia, para crear el sonido de Namor y el pueblo Talokan. El tercer episodio, "London: Bring it Home", muestra a Göransson grabando la orquesta para la partitura en los Abbey Road Studios en Londres a mediados de 2022, mientras trabajaba para infundirle los elementos que grabó en México y Nigeria junto a artistas como Jorja Smith y Burna Boy. Göransson también vuelve a colaborar con la cantante senegalés Baba Maal, que regresó de la primera película para proporcionar su voz.[cita requerida]La serie fue producida por Actual Films, JM Films, y Proximity Media.La serie documental estaba originalmente programada se eliminará de Disney+ el 26 de mayo de 2023 como parte de los esfuerzos de Disney para reducir los costos de contenido, pero finalmente se decidió que permanecería en el servicio en ese momento.
| Black Panther: Wakanda Forever (Original Motion Picture Soundtrack) |                                                                                      |          |  |
| N.º                                                                 | Título                                                                               | Duración |  |
| 1.                                                                  | «Lift Me Up - Rihanna»                                                               | 3:33     |  |
| 2.                                                                  | «Love & Loyalty (Belive) - DBN Gogo, Sino Msolo, Kamo Mphela, Young Stunna, Busiswa» | 6:26     |  |
| 3.                                                                  | «Alone - Burna Boy»                                                                  | 3:44     |  |
| 4.                                                                  | «No Woman No Cry - Tems»                                                             | 3:39     |  |
| 5.                                                                  | «Árboles Bajo El Mar - Mare Advertencia Lirika, Vivir Quintana»                      | 4:27     |  |
| 6.                                                                  | «Con La Brisa - Ludwig Göransson, Foudeqush»                                         | 2:50     |  |
| 7.                                                                  | «La Vida - Snow Tha Product ft. E-40»                                                | 6:46     |  |
| 8.                                                                  | «Interlude - Stormzy»                                                                | 2:22     |  |
| 9.                                                                  | «Coming Back For You - Fireboy DML»                                                  | 2:59     |  |
| 10.                                                                 | «They Want It, but No Performed - Tobe Nwigwe, Fat Nwigwe»                           | 2:37     |  |
| 11.                                                                 | «Laayli’ kuxa’ano’one - ADN Maya, Pat Boy, Yaalen K’uj, All Mayan Winik»             | 3:46     |  |
| 12.                                                                 | «Limoncello - OG Dayv, Future»                                                       | 2:41     |  |
| 13.                                                                 | «Anya Mmiri - CKay ft. PinkPantheress»                                               | 3:10     |  |
| 14.                                                                 | «Wake Up - Bloody Civilian ft. Rema»                                                 | 2:49     |  |
| 15.                                                                 | «Pantera - Alemán ft. Rema»                                                          | 2:56     |  |
| 16.                                                                 | «Jele - DBN Gogo, Sino Msolo, Kamo Mphela, Young Stunna, Busiswa»                    | 3:55     |  |
| 17.                                                                 | «Inframundo - Blue Rojo»                                                             | 3:17     |  |
| 18.                                                                 | «No Digas Mi Nombre - Calle x Vida ft. Foudeqush»                                    | 3:48     |  |
| 19.                                                                 | «Mi Pueblo - Guadalupe de Jesús Chan Poot»                                           | 2:43     |  |
| 20.                                                                 | «Soy - Santa Fe Klan»                                                                | 3:15     |  |
| 21.                                                                 | «A Body, A Coffin - Amaarae»                                                         | 2:52     |  |

## Marketing
El primer metraje de la película se mostró en un «sizzle reel» de las próximas películas de Disney durante la presentación del estudio en CinemaCon en abril de 2022. Feige, Coogler y el elenco promocionaron la película en la Convención Internacional de Cómics de San Diego de 2022 junto con una presentación en vivo de cantantes, bateristas y bailarines africanos y el debut del tráiler. Presentó una versión de «No Woman, No Cry» de Bob Marley que hace la transición a «Alright» de Kendrick Lamar (2015). Tanto Leah Simpson como Giovana Gelhoren de People calificaron el metraje de "poderoso", mientras que Sandra Gonzalez de CNN sintió que el avance conmemoraba la actuación de Boseman y escribió "en medio del dolor que impregna la vista previa, hay esperanza, el nacimiento de una nueva vida (literalmente) y un vistazo al futuro, con un adelanto con garras de un nuevo héroe con traje". Escribiendo para IndieWire, Christian Zilko también sintió que el avance conmemoraba la actuación de Boseman y opinó que esto presentaba un desafío "desalentador" para Marvel Studios para el futuro de Black Panther, debido a que Boseman fue considerado como "una de las piedras angulares del avance del MCU" y el estudio no recasteó su papel. Carson Burton y J. Kim Murphy de Variety sintieron que el adelanto se centró en quién "tomaría el manto" de Black Panther, notando la presencia de una figura misteriosa al final del tráiler. El avance recibió 172 millones de visitas en sus primeras 24 horas de lanzamiento. Funko Pops para la película también se revelaron un día después.
La película se incluyó en un «sizzle reel» que se mostró antes de las proyecciones durante el «National Cinema Day» (Día Nacional del Cine) que destacaba las próximas películas de varios estudios. Coogler, Wright, Duke, Bassett y Huerta promocionaron la película en la D23 Expo de 2022 con imágenes exclusivas, que Aaron Couch de The Hollywood Reporter describió como una "secuencia fascinante". Se lanzó un tráiler oficial el 3 de octubre de 2022. EJ Panaligan de Variety y Narayan Liu de Comic Book Resources lo calificaron como un tráiler "emocionante" que proporcionaba una mejor mira el nuevo disfraz de Black Panther, con Liu agregando que provocaba "una historia más intensa centrada en la pérdida, la fuerza y los héroes" del UCM. Devan Coggan de Entertainment Weekly dijo que el tráiler era "la mejor mirada hasta ahora al futuro de Wakanda", que terminó con "una mirada impresionante en el nuevo traje Panther". Linda Codega de Gizmodo encontró todo en el tráiler desde "la música, la energía, [y] la intensidad" como "increíble" y exclamó que la película parecía estar "equilibrando las maniobras políticas, el espionaje y el tipo de tonterías que [uno] esperaría de una película de Marvel".
En octubre de 2022, Marvel se asoció con Target para una campaña publicitaria en la que Thorne retomó su papel de Riri Williams. El anuncio de un minuto de duración fue dirigido por Malik Vitthal y muestra a Williams trabajando en su traje «Mark I Ironheart» al mismo tiempo que un grupo de jóvenes negras crean con Lego. Williams ve a una de las chicas de Target, quien le da inspiración para la fuente de energía de su traje. Shannon Miller de Adweek calificó el anuncio como "una ocurrencia rara en el marketing convencional" de dos jóvenes negras CTIM interactuando. El anuncio presentaba varios «easter eggs» con el tema del MCU y la canción «I Got the Juice» de Janelle Monáe con Pharrell Williams. Debutó en línea el 16 de octubre de 2022, con una transmisión durante Monday Night Football al día siguiente; también se crearon versiones de 30 y 15 segundos. La asociación de Marvel y Target también incluye productos exclusivos y experiencias de realidad aumentada dentro de las tiendas Target. También en octubre, Sprite Zero Sugar lanzó una campaña de marketing para promocionar la película de Wieden + Kennedy y Momentum Worldwide. Lexus publicó un anuncio promocionando su RZ 450e con Gurira interpretando a Okoye. Lexus y Adidas se unieron para diseñar un Lexus LC 500 Convertible personalizado para JuJu Smith-Schuster durante el estreno mundial. Tanto ese como el Lexus GX aparecen en la película.
El 1 de noviembre, McDonald's comenzó a vender Cajita felices de Wakanda Forever que vinieron con uno de los diez juguetes basados en los personajes de la película. Además, Kraft Foods lanzó macarrones con queso con formas inspiradas en "Wakanda Forever". Un podcast de seis episodios presentado por Ta-Nehisi Coates, titulado Wakanda Forever: The Official Black Panther Podcast, presenta entrevistas con el elenco y el equipo discutiendo la realización de la película. El primer episodio se estrenó el 3 de noviembre de 2022 y los episodios posteriores se lanzaron semanalmente a partir de enero de 2023. Se estrenaron tres episodios de la serie Marvel Studios: Legends, el 4 de noviembre de 2022, explorando a T'Challa, Shuri y Dora Milaje usando imágenes de sus apariciones anteriores en el MCU, mientras un especial de televisión 20/20 titulado Black Panther: In Search of Wakanda presentado por Robin Roberts y con entrevistas con el elenco de la película fue transmitido por ABC. Para celebrar el lanzamiento de la "Colección Wakanda Forever" de Adidas, Calty Design Research, Adidas School for Experiential Education in Design y Carbon se asociaron para diseñar un Lexus RX 500h F SPORT inspirado en la película. Los anunciantes pagaron más de $100 millones por la campaña promocional de Wakanda Forever según Deadline Hollywood.

## Estreno

### En cines
Black Panther: Wakanda Forever se estrenó en El Capitan Theatre y Dolby Theatre en Hollywood, Los Angeles, el 26 de octubre de 2022. También se estrenó en Lagos, Nigeria el 6 de noviembre de 2022, una ocasión Deadline Hollywood descrita como el primer estreno local de una película de Marvel.
Comenzó a estrenarse internacionalmente el 9 de noviembre de 2022, y en los Estados Unidos el 11 de noviembre. Anteriormente estaba programada para el 6 de mayo y luego para el 8 de julio de 2022. La película se estrenó en cines en Francia, a pesar del período de espera de 17 meses del país para que las películas puedan aparecer en los servicios de streaming después de su estreno teatral. La decisión de Disney de estrenar Wakanda Forever en los cines fue alentada por el reconocimiento por parte del gobierno francés de que su cronología de medios necesitaba ser modernizada y su cronograma para hacerlo, luego de haber optado previamente por saltarse el estreno en cines de su película Strange World (2022) y estrenarla directamente en Disney+. Según la cronología actual, Wakanda Forever estaría disponible por primera vez en Disney+ en Francia a principios de 2024. Se eliminó una representación de una relación entre personas del mismo sexo entre Ayo y Aneka, junto con algunas otras ediciones, para que la película se estrenara en Kuwait. Wakanda Forever se estrenó en China el 7 de febrero de 2023, convirtiéndose en la primera película del MCU que se estrena en el país desde Spider-Man: Far From Home (2019). Es la película final de la Fase Cuatro del MCU.

### Medios domésticos
La película se estrenó en Disney+ el 1 de febrero de 2023, con una IMAX versión mejorada también disponible. También fue estrenada por Walt Disney Studios Home Entertainment en Ultra HD Blu-ray, Blu-ray y DVD el 7 de febrero de 2023. Los medios domésticos incluyen comentarios de audio, escenas eliminadas, un rollo de bloopers y varios contenidos detrás de escena. Tras su estreno en Disney+, la película se convirtió en el estreno de Marvel más visto a nivel mundial en el servicio, según las horas transmitidas en su primeros cinco días.

## Recepción

### Taquilla
Black Panther: Wakanda Forever recaudó $453,8 millones en los Estados Unidos y Canadá, y $405,4 millones en otros territorios, para un total mundial de $859,2 millones. Es la sexta película con mayor recaudación de 2022. Su fin de semana de estreno mundial recaudó 331,6 millones de dólares, marcando la tercera apertura más grande de la era pandémica, detrás Spider-Man: No Way Home ($601 millones) y Doctor Strange in the Multiverse of Madness ($452 millones). Deadline Hollywood calculó la ganancia neta de la película en $259 millones, teniendo en cuenta los presupuestos de producción, marketing, participaciones de talento y otros costos; los ingresos brutos de taquilla y los ingresos de los medios domésticos lo ubicaron en el quinto lugar de su lista de los "éxitos de taquilla más valiosos" de 2022.
Según The Hollywood Reporter, se proyectó que Black Panther: Wakanda Forever recaudaría 175 millones de dólares en Estados Unidos y Canadá en su primer fin de semana. Para noviembre de 2022, Boxoffice Pro estimó que el fin de semana de estreno de la película en los Estados Unidos y Canadá sería de entre 170 y 205 millones de dólares, y proyectó que la película ganaría entre 435 y 543 millones de dólares por su recaudación nacional total. La película recaudó 84,3 millones de dólares en su primer día, que incluyeron 28 millones de dólares de los avances del jueves por la noche. Su primer fin de semana recaudó 181,3 millones de dólares, convirtiéndose en la mejor película del fin de semana. Fue el mejor fin de semana de estreno de noviembre de la historia, superando a Los juegos del hambre: en llamas (158,1 millones de dólares) y el tercer mayor apertura de una película durante la era de la pandemia, detrás de No Way Home ($260 millones) y Multiverse of Madness ($187 millones). Wakanda Forever siguió siendo la mejor película en su segundo fin de semana, recaudando más de $66,5 millones, lo que representa una caída del 63%. El fin de semana siguiente, la película se mantuvo en lo más alto de la taquilla, recaudando 45,6 millones de dólares (una disminución del 31%). Su recaudación durante el fin de semana de cinco días de Acción de Gracias fue de 63,8 millones de dólares. La película se mantuvo en la cima de la lista durante su cuarto y quinto fin de semana, ganando $17,5 millones y $11,2 millones, respectivamente. En su sexto fin de semana, Wakanda Forever ganó $5,3 millones y fue desplazado por Avatar: The Way of Water. Es la tercera película más taquillera de 2022 en la región detrás de Top Gun: Maverick y Avatar: The Way of Water.
Fuera de Estados Unidos y Canadá, la película recaudó 150,3 millones de dólares en 50 mercados en su primer fin de semana. Tuvo el estreno más grande para una película en Nigeria, así como el segundo más grande para una película estrenada en 2022 en Francia y Sudáfrica. Disney Africa informó que la película estableció un récord de taquilla de todos los tiempos en África Occidental y acumuló la mayor apertura de 2022 en África Oriental, así como la segunda taquilla más alta en África del Sur. Los cinco mejores estrenos de la película fueron en Reino Unido e Irlanda ($15 millones), Francia ($13,7 millones), México (12,8 millones de dólares), Corea del Sur (8,9 millones de dólares) y Brasil (7,1 millones de dólares). En su segundo fin de semana, Wakanda Forever recaudó 69,8 millones de dólares, con una caída del 49%, mientras que en su tercer fin de semana recaudó 32,1 millones de dólares, con una caída del 53%. Al 12 de marzo de 2023, los territorios con mayor recaudación fueron el Reino Unido ($41 millones), México ($35,9 millones), Francia ($33,2 millones), Brasil ($21,4 millones) y Australia ($19,5 millones).

### Respuesta crítica

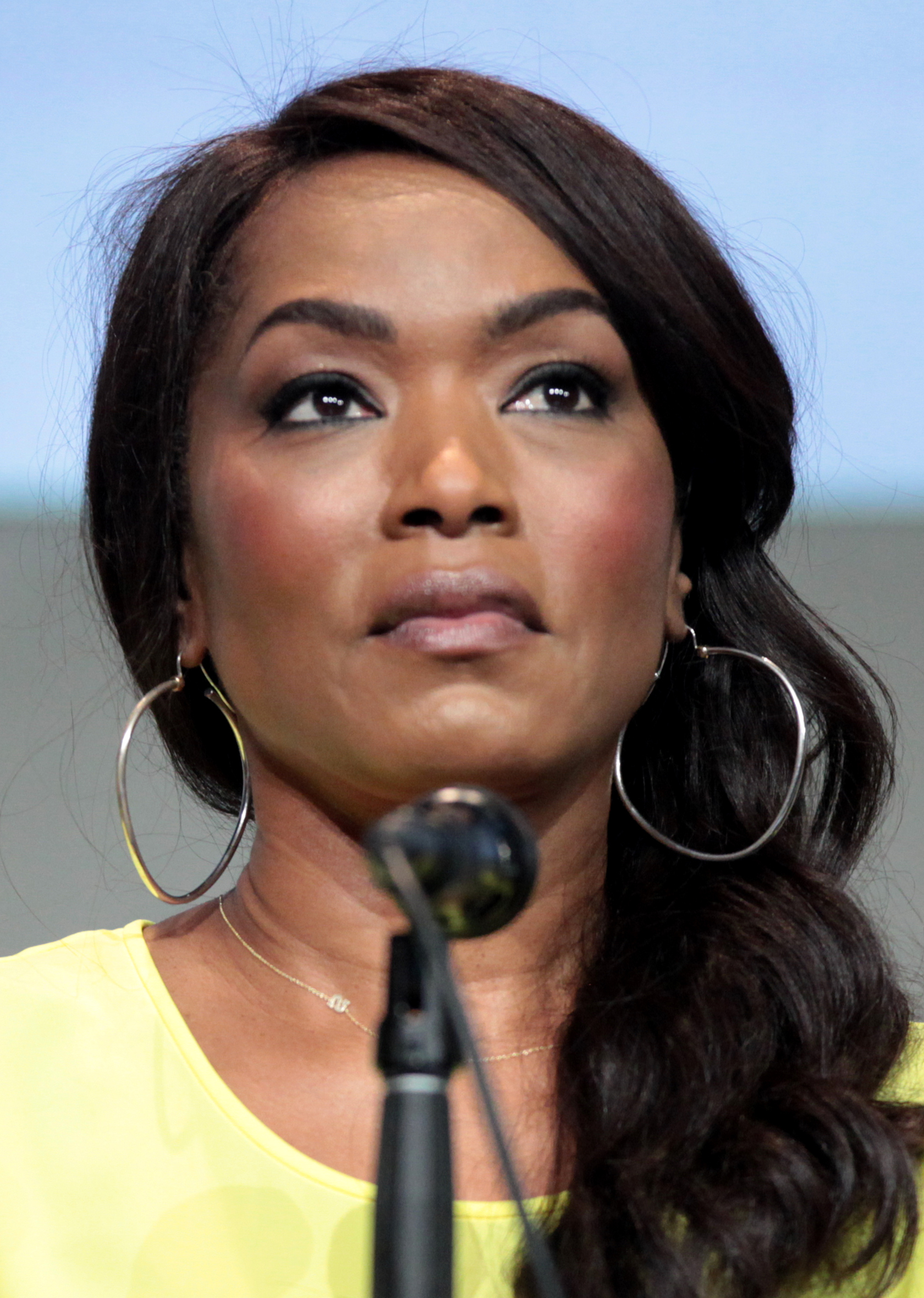
Angela Bassett recibió elogios generalizados por su actuación como la Reina Ramonda y se convirtió en la primera actriz en ganar un importante premio de actuación individual por una película de Marvel.

El sitio web agregador de reseñas, Rotten Tomatoes reportó un índice de aprobación del 84% con una calificación promedio de 7.1/10, según 450 reseñas. El consenso de los críticos del sitio dice: "Un tributo conmovedor que hace avanzar satisfactoriamente la franquicia, Black Panther: Wakanda Forever marca un triunfo ambicioso y emocionalmente gratificante para el UCM". En Metacritic, la película tiene una puntuación media ponderada de 67 sobre 100, basado en 62 críticos, lo que indica "críticas generalmente favorables". El público encuestado por CinemaScore le dio a la película una calificación promedio de "A" en una escala de A+ a F, mientras que PostTrak informó que los miembros de la audiencia le dieron a la película una puntuación general positiva del 93%, con un 85% que dice que definitivamente lo recomendaría.
Kambole Campbell en Empire le dio a la película 4 de 5 estrellas, afirmando que la película "se destaca de una era un tanto formulista de las películas de Marvel: se mantiene unida por su convincente sentido del lugar, y actuando como un elogio apasionado de Chadwick Boseman" y sintiendo que era "imaginativo y... arraigado, lo que hace que la inclinación hacia el espectáculo habitual dominado por imágenes por computadora sea un poco discordante". Campbell elogió las actuaciones de Wright, Duke, Bassett y Coel, y describió el personaje de Huerta como "un punto culminante, una adaptación imaginativa del personaje veterano de los cómics, uno que aquí dice la verdad con veneno convincente". Tom Jorgensen en IGN le dio a la película 7 de 10, afirmando que era "una despedida emocional y efectiva de T'Challa, una meditación sobre forjar el propio futuro a partir de un pasado doloroso, pero con una trama que tiene que presentar una nación completamente nueva y allanar el camino para una nueva ola de historias de Marvel, lucha bajo el peso de todas esas expectativas". Jorgensen elogió las actuaciones de Bassett y Huerta, pero sintió que Talokan no había sido "establecido... con tanta gracia" y el tercer acto de la película había "empujado su suerte demasiado lejos... con un mal concebido y elección táctica lógicamente desconcertante".
Owen Gleiberman de Variety escribió: "La película no tiene el puf clásico de los cómics de Black Panther, y es fácilmente 20 minutos demasiado largo (probablemente podríamos haber vivido sin la historia de fondo de Talokan). Sin embargo, Wakanda Forever tiene un suspenso emocional lento. Una vez que la película comienza a cobrar fuerza, no se detiene". Del mismo modo, Michael Phillips del Chicago Tribune sintió que Wakanda Forever "no es especial como lo fue la primera película. La calidad de la la narración y especialmente las secuencias de acción se vuelven menos efectivas a medida que avanza la película". Sin embargo, señaló que "todos los actores que aparecen aquí en la pantalla son maravillosos, incluso cuando el guion y el espectáculo basado en efectos se conforman con el tipo equivocado de 'más'". Peter Travers de ABC News elogió las actuaciones de Bassett, Wright y Thorne, pero escribió que el tiempo de ejecución de la película "se siente muy largo, con escenas de batalla prolongadas, efectos de computadora excesivos y demasiada creación de franquicias". Nicholas Barber de BBC dijo que la secuela tuvo problemas debido a la pérdida de Boseman, pero elogió los efectos visuales y la actuación de Bassett, Wright y Lupita Nyong'o.
David Rooney de The Hollywood Reporter sintió que "aún si la duración se siente demasiado extendida, Coogler y sus editores merecen crédito por permitir un respiro entre las escenas de acción para el desarrollo de personajes y relaciones, con la partitura con inflexión africana de Ludwig Göransson mejorando tanto esos momentos más tranquilos como los grandes enfrentamientos. Es imposible que Wakanda Forever iguale el impacto revolucionario de su predecesora, pero en términos de continuar la saga mientras allana el camino para futuras entregas, es ampliamente satisfactorio." Ann Hornaday del Washington Post escribió: "Wakanda Forever termina sintiéndose irremediablemente estancado, encubriendo una incapacidad para moverse recurriendo a secuencias de acción repetitivas y demasiado familiares, ritmos emocionales sensibleros y una historia poco interesante y ocasionalmente incoherente." James Berardinelli de ReelViews le dio a la película dos estrellas de cuatro, criticando el tiempo de ejecución de la película y las subtramas de construcción del mundo. Además, escribió que la secuela "no es tanto una mala película como decepcionante y frustrante". Hay algunos momentos fuertes tanto en términos de desarrollo del personaje (principalmente para Shuri, que tiene el arco más profundo y convincente) y acción (la persecución de autos es superficial pero algunas de las escenas de batalla están bien ejecutadas), pero no los suficientes. No hay momentos conmovedores diseñados para provocar una ovación masiva de la audiencia".
El Ministro francés de las Fuerzas Armadas, Sébastien Lecornu discrepó de la representación de las Fuerzas Armadas francesas en la película, calificándola de "representación falsa y engañosa". Una escena de la película muestra a mercenarios franceses que fueron capturados por habitantes de Wakanda después de que atacaron un puesto de avanzada en Malí siendo llevados ante las Naciones Unidas con uniformes similares a los usados por los soldados franceses en la Operación Barkhane. Esto se consideró una historia "sensible" para Francia, dado que sus soldados se retiraron de su participación en la Guerra de Malí en 2022 y fueron reemplazados por el Grupo Wagner de Rusia.

### Reconocimientos
Black Panther: Wakanda Forever fue nominada a cinco Premios de la Academia (ganando uno), un Premio BAFTA, seis Critics' Choice Movie Awards (ganando dos), dos Premios Globo de Oro (ganando uno), y dos Premios del Sindicato de Actores, entre otros. Bassett se convirtió en la primera actriz en ganar un premio de actuación importante por su papel en una película de Marvel. Además, con la nominación de Bassett a la Mejor Actriz de Reparto en la 95.ª edición de los Premios Óscar, Black Panther: Wakanda Forever se convirtió en la primera película de Marvel nominada a un premio de la Academia en una categoría de actuación.
| Premio                                                      | Fecha                   | Categoría                                                                | Nominados                                                        | Resultado    | Ref.    |
| ----------------------------------------------------------- | ----------------------- | ------------------------------------------------------------------------ | ---------------------------------------------------------------- | ------------ | ------- |
| AARP Movies por Grownups Awards                             | 28 de enero de 2023     | Mejor actriz de reparto                                                  | Angela Bassett                                                   | Nominada     | [ 227 ] |
| Premios de la Asociación de Críticos de Cine Afroamericanos | 8 de diciembre de 2022  | Top 10 Películas del Año                                                 | Black Panther: Wakanda Forever                                   | Ganadora     | [ 228 ] |
| Premios de la Alianza de Mujeres Periodistas de Cine        | 5 de enero de 2023      | Mejor actriz de reparto                                                  | Angela Bassett                                                   | Nominada     | [ 229 ] |
| Premios de la Alianza de Mujeres Periodistas de Cine        | 5 de enero de 2023      | Mejor reparto - director de casting                                      | Sarah Finn                                                       | Nominada     | [ 229 ] |
| Premios Black Reel                                          | 6 de febrero de 2023    | Mejor película                                                           | Black Panther: Wakanda Forever                                   | Nominada     | [ 230 ] |
| Premios Black Reel                                          | 6 de febrero de 2023    | Mejor director                                                           | Ryan Coogler                                                     | Nominado     | [ 230 ] |
| Premios Black Reel                                          | 6 de febrero de 2023    | Mejor actriz                                                             | Letitia Wright                                                   | Nominada     | [ 230 ] |
| Premios Black Reel                                          | 6 de febrero de 2023    | Mejor actriz de reparto                                                  | Angela Bassett                                                   | Ganadora     | [ 230 ] |
| Premios Black Reel                                          | 6 de febrero de 2023    | Mejor actriz revelación                                                  | Dominique Thorne                                                 | Nominada     | [ 230 ] |
| Premios Black Reel                                          | 6 de febrero de 2023    | Mejor guion                                                              | Ryan Coogler y Joe Robert Cole                                   | Nominada     | [ 230 ] |
| Premios Black Reel                                          | 6 de febrero de 2023    | Mejor canción original                                                   | «Lift Me Up»                                                     | Ganadora     | [ 230 ] |
| Premios Black Reel                                          | 6 de febrero de 2023    | Mejor canción original                                                   | «Born Again»                                                     | Nominada     | [ 230 ] |
| Premios Black Reel                                          | 6 de febrero de 2023    | Mejor fotografía                                                         | Autumn Durald Arkapaw                                            | Nominada     | [ 230 ] |
| Premios Black Reel                                          | 6 de febrero de 2023    | Mejor diseño de vestuario                                                | Ruth E. Carter                                                   | Ganadora     | [ 230 ] |
| Premios Black Reel                                          | 6 de febrero de 2023    | Mejor montaje                                                            | Michael P. Shawver, Kelley Dixon, Jennifer Lame                  | Nominada     | [ 230 ] |
| Premios Black Reel                                          | 6 de febrero de 2023    | Mejor diseño de producción                                               | Hannah Beachler                                                  | Ganadora     | [ 230 ] |
| Premios Black Reel                                          | 6 de febrero de 2023    | Mejor reparto                                                            | Black Panther: Wakanda Forever                                   | Nominados    | [ 230 ] |
| Premios Black Reel                                          | 6 de febrero de 2023    | Mejor banda sonora original                                              | Black Panther: Wakanda Forever                                   | Ganadora     | [ 230 ] |
| Asociación de Críticos de Cine de Chicago                   | 14 de diciembre de 2022 | Mejor diseño de vestuario                                                | Ruth E. Carter                                                   | Nominada     | [ 231 ] |
| Premios de la Crítica Cinematográfica                       | 15 de enero de 2023     | Mejor actriz de reparto                                                  | Angela Bassett                                                   | Ganadora     | [ 232 ] |
| Premios de la Crítica Cinematográfica                       | 15 de enero de 2023     | Mejor diseño de vestuario                                                | Ruth E. Carter                                                   | Ganadora     | [ 232 ] |
| Premios de la Crítica Cinematográfica                       | 15 de enero de 2023     | Mejor diseño de producción                                               | Hannah Beachler y Lisa K. Sessions                               | Nominada     | [ 232 ] |
| Premios de la Crítica Cinematográfica                       | 15 de enero de 2023     | Mejor canción                                                            | «Lift Me Up»                                                     | Nominada     | [ 232 ] |
| Premios de la Crítica Cinematográfica                       | 15 de enero de 2023     | Mejor maquillaje                                                         | Black Panther: Wakanda Forever                                   | Nominada     | [ 232 ] |
| Premios de la Crítica Cinematográfica                       | 15 de enero de 2023     | Mejores efectos visuales                                                 | Black Panther: Wakanda Forever                                   | Nominada     | [ 232 ] |
| Asociación de Críticos de Cine de Dallas-Fort Worth         | 19 de diciembre de 2022 | Mejor actriz de reparto                                                  | Angela Bassett                                                   | Tercer lugar | [ 233 ] |
| Golden Globe Awards                                         | 10 de enero de 2023     | Mejor actriz de reparto                                                  | Angela Bassett                                                   | Ganadora     | [ 234 ] |
| Golden Globe Awards                                         | 10 de enero de 2023     | Mejor canción original                                                   | Tems, Rihanna, Ryan Coogler, y Ludwig Göransson por «Lift Me Up» | Nominada     | [ 234 ] |
| Premios de la Asociación de Críticos de Hollywood           | 24 de febrero de 2023   | Mejor actriz de reparto                                                  | Angela Bassett                                                   | Ganadora     | [ 235 ] |
| Premios de la Asociación de Críticos de Hollywood           | 24 de febrero de 2023   | Mejor película de acción                                                 | Black Panther: Wakanda Forever                                   | Nominada     | [ 235 ] |
| Hollywood Critics Association Creative Arts Awards          | 17 de febrero de 2023   | Mejor diseño de vestuario                                                | Ruth E. Carter                                                   | Ganadora     | [ 236 ] |
| Hollywood Critics Association Creative Arts Awards          | 17 de febrero de 2023   | Mejor peinado y maquillaje                                               | Camille Friend y Joel Harlow                                     | Nominados    | [ 236 ] |
| Hollywood Critics Association Creative Arts Awards          | 17 de febrero de 2023   | Mejor campaña de marketing                                               | Black Panther: Wakanda Forever                                   | Nominada     | [ 236 ] |
| Hollywood Critics Association Creative Arts Awards          | 17 de febrero de 2023   | Mejor canción original                                                   | Rihanna por «Lift Me Up»                                         | Nominada     | [ 236 ] |
| Hollywood Critics Association Creative Arts Awards          | 17 de febrero de 2023   | Mejor diseño de producción                                               | Hannah Beachler                                                  | Nominada     | [ 236 ] |
| Hollywood Music in Media Awards                             | 16 de noviembre de 2022 | Mejor banda sonora en una película de ciencia ficción                    | Ludwig Göransson                                                 | Nominado     | [ 237 ] |
| Hollywood Music in Media Awards                             | 16 de noviembre de 2022 | Mejor canción original en una película                                   | Tems, Rihanna, Ryan Coogler, y Ludwig Göransson por «Lift Me Up» | Ganadores    | [ 237 ] |
| Hollywood Music in Media Awards                             | 16 de noviembre de 2022 | Mejor canción/banda sonora - Trailer                                     | «No Woman, No Cry» y «Alright»                                   | Nominada     | [ 237 ] |
| London Film Critics' Circle Awards                          | 5 de febrero de 2023    | Mejor actriz británica                                                   | Letitia Wright                                                   | Nominada     | [ 238 ] |
| London Film Critics' Circle Awards                          | 5 de febrero de 2023    | Logro técnico                                                            | Ruth E. Carter                                                   | Nominada     | [ 238 ] |
| Premios Satellite                                           | 11 de febrero de 2023   | Mejor película dramática                                                 | Black Panther: Wakanda Forever                                   | Nominada     | [ 239 ] |
| Premios Satellite                                           | 11 de febrero de 2023   | Mejor actriz de reparto                                                  | Angela Bassett                                                   | Nominada     | [ 239 ] |
| Premios Satellite                                           | 11 de febrero de 2023   | Mejor diseño de vestuario                                                | Ruth E. Carter                                                   | Nominada     | [ 239 ] |
| Premios Satellite                                           | 11 de febrero de 2023   | Mejor canción original                                                   | Tems, Rihanna, Ryan Coogler, y Ludwig Göransson por «Lift Me Up» | Nominada     | [ 239 ] |
| Society of Composers & Lyricists Awards                     | 15 de febrero de 2023   | Mejor canción original para una producción visual dramática o documental | Tems, Rihanna, Ludwig Göransson, y Ryan Coogler por «Lift Me Up» | Nominada     | [ 240 ] |
| Premios de la Asociación de Críticos de Cine de San Luis    | 18 de diciembre de 2022 | Mejor actriz de reparto                                                  | Angela Bassett                                                   | Nominada     | [ 241 ] |
| Premios de la Asociación de Críticos de Cine de San Luis    | 18 de diciembre de 2022 | Mejor diseño de vestuario                                                | Ruth E. Carter                                                   | Nominada     | [ 241 ] |
| Premios de la Asociación de Críticos de Cine de San Luis    | 18 de diciembre de 2022 | Mejor diseño de producción                                               | Hannah Beachler                                                  | Nominada     | [ 241 ] |
| Premios de la Asociación de Críticos de Cine de San Luis    | 18 de diciembre de 2022 | Mejor banda sonora                                                       | Black Panther: Wakanda Forever                                   | Nominada     | [ 241 ] |
| Washington D. C. Area Film Critics Association Awards       | 12 de diciembre de 2022 | Mejor actriz de reparto                                                  | Angela Bassett                                                   | Nominada     | [ 242 ] |
| Washington D. C. Area Film Critics Association Awards       | 12 de diciembre de 2022 | Mejor diseño de producción                                               | Hannah Beachler y Lisa Sessions Morgan                           | Ganadoras    | [ 242 ] |

## Especial documental
En febrero de 2021, se anunció la serie documental Marvel Studios: Assembled. El especial de esta película, Assembled: The Making of Black Panther: Wakanda Forever se estrenó en Disney+, el 8 de febrero de 2023.

## Futuro

### Ironheart
En noviembre de 2022, Moore declaró que la miniserie de Disney+, Ironheart serviría como una secuela directa de Wakanda Forever, con Thorne regresando para repetir su papel de Riri Williams. El estreno de Ironheart está programada para el 24 de junio de 2025. Será parte de la Fase Cinco del MCU.

### Secuela
En noviembre de 2022, se reveló que Coogler y Feige habían discutido una posible tercera película de Black Panther. En enero de 2023, Wright creía que se estaba considerando una tercera película y señaló que el elenco Coogler necesitaba "un pequeño descanso... para reagruparse" antes de comenzar a trabajar en una tercera película. En noviembre de 2024, Coogler había tenido conversaciones con Denzel Washington sobre la posibilidad de contratarlo para un papel en una tercera película. El mes siguiente, Moore anunció sus planes de dejar su puesto en Marvel Studios en marzo de 2025 para dedicarse a producir fuera del estudio, aunque volvería a producir Black Panther 3 junto con Marvel Studios.